# Байков, Семён Григорьевич

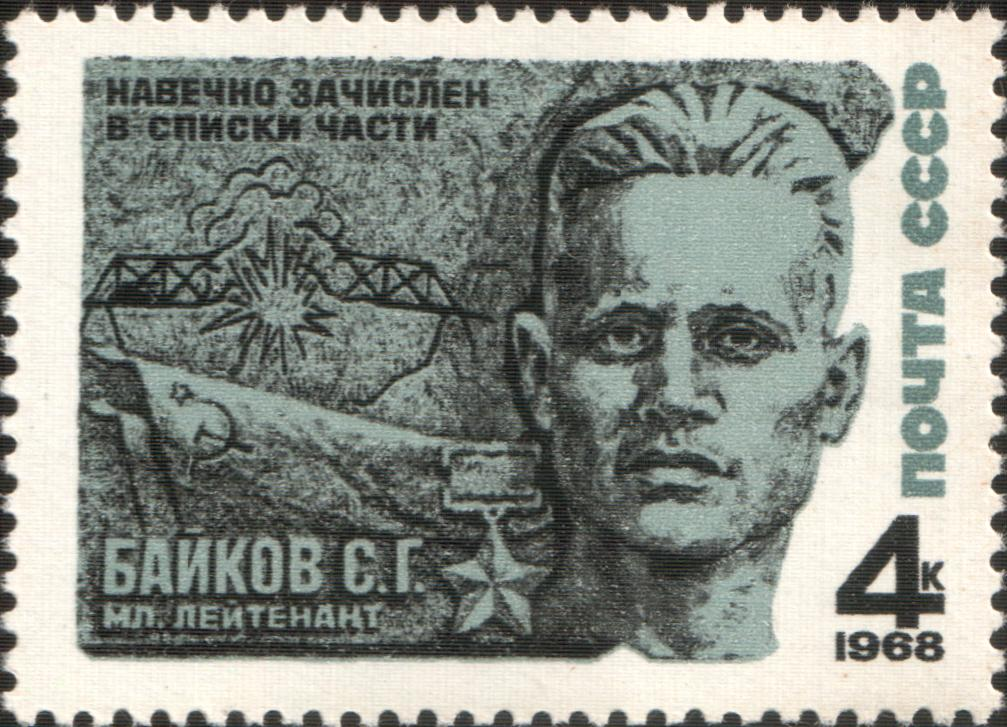

Семен Григорьевич Байков (1914, с. Кандеевское, Пензенская губерния — 8 июля 1941, Псков) — Герой Советского Союза (1942), командир сапёрного взвода 50-го отдельного моторизованного инженерного батальона 1-го механизированного корпуса 11-й армии Северо-Западного фронта, младший лейтенант.

## Биография
Родился в 1914 году в селе Кандеевское (ныне Кандиевка) Керенского уезда Пензенской губернии (ныне Башмаковский район Пензенской области) в крестьянской семье. Русский.
Окончил неполную среднюю школу. Работал в колхозе.
В Красной Армии с 1935 года. Участник Великой Отечественной войны с июня 1941 года.

### Подвиг
Руководил группой сапёров, минировавших Рижский мост через реку Великую в Пскове. Обеспечив переход отходящих частей, должен был его взорвать, но к моменту получения команды на подрыв моста на противоположном берегу оставался советский артиллерийский дивизион. Сапёры решили их пропустить. Пока бойцы из дивизиона переходили через мост, немецкой артиллерией был поврёжден провод, идущий к заряду. Видя, что подрыв моста при помощи взрывной машинки невозможен, Семён Григорьевич Байков с несколькими сапёрами бросились к фермам моста и подорвали заряды зажигательными трубками. Сам лейтенант Байков, взрывавший ближнюю к врагу опору, погиб. Младший сержант Панов, рядовые Алексеев, Анашенков, Никитин, Холявин и Хомляшов были посмертно награждены орденам Ленина, однако после войны выяснилось, что пятеро из них, раненные и контуженные, выжили.
Указом Президиума Верховного Совета СССР «О присвоении звания Героя Советского Союза начальствующему составу Красной Армии» от 16 марта 1942 года за «образцовое выполнение боевых заданий командования и проявленные при этом отвагу и геройство» удостоен звания Героя Советского Союза.

## Память
- Имя Героя присвоено улице в Пскове.
- В 1968 году была выпущена почтовая марка СССР, посвящённая Байкову.